# Société des sciences et lettres de Loir-et-Cher
La Société des sciences et lettres de Loir-et-Cher a été créée vers la fin de l'année 1832 (et non en 1830) sous le nom de Société des sciences et des lettres de la ville de Blois.
Comptant 12 membres fondateurs, elle a vu s’accroître le nombre de ses membres actifs et de ses correspondants pour s’élever à 450.

## Membres notables

### Membres fondateurs
À sa création en 1832, la société comptait 12 membres, dont :
- Amédée Naudin (président), ancien notaire devenu secrétaire général de la préfecture du Loir-et-Cher ;
- Louis-Alexandre Gitton du Plessis (secrétaire général), avocat et bibliophile du Blésois ;
- Georges-Gilbert Amaury, juge de paix ;
- Viateur-Théophile Blau, médecin en chef de l'hôtel-Dieu, père d'Édouard Blau ;
- Henry Celliez (fils de M. Celliez ci-présent et d'Adélaïde de Rosis), avocat et rédacteur en chef de périodiques ;
- M. Celliez, médecin ;
- Louis Desfray, docteur et membre de l'Académie royale de Médecine ;
- Louis de La Saussaye, conservateur de la bibliothèque de Blois ;
- Jean-Marie Leroy, ancien avoué, nommé maire de Blois en juillet 1832.

### Présidents de commission
Au moment de la création de la société, le président est élu par majorité absolue parmi les membres votants, pour une durée d'un an (avec impossibilité d'être réélu d'affilée).
| 1832–1833                                | Amédée Naudin                          | Notaire                                           |
| 1833–1834                                | Dr Celliez                             | Médecin                                           |
| 1834–1835                                | Louis-Alexandre Gitton du Plessis      | Avocat                                            |
| 1836–1837                                | Louis-Catherine Bergevin               | Historien                                         |
| 1837–1838                                | Alphonse Laurent                       |                                                   |
| 1838–1839                                | Louis-Alexandre Gitton du Plessis      | Avocat                                            |
| 1839–1840                                | Charles-Marie d'Irumberry de Salaberry | Homme politique                                   |
| 1840–1841                                | Louis de La Saussaye                   | Historien                                         |
| 1841–1842                                | Amédée Naudin                          | Notaire                                           |
| 1842–1843                                | André-François Ocher de Beaupré        | Militaire                                         |
| 1843–1849                                | Louis-Alexandre Gitton du Plessis      | Avocat                                            |
| 1849–1850                                | Bernard Gaudeau                        | Proviseur                                         |
| 1850–1853                                | Louis-Alexandre Gitton du Plessis      | Avocat                                            |
| 1854–1855                                | Viateur-Théophile Blau                 | Médecin                                           |
| 1855–1856                                | Alfred Villers                         | Conservateur au musée des Beaux-Arts de Blois     |
| 1856–1857                                | Victor Reber                           | Professeur d'histoire au collège Augustin-Thierry |
| 1857–1858                                | Viateur-Théophile Blau                 | Médecin                                           |
| 1858–1859                                | Victor Reber                           | Professeur d'histoire au collège Augustin-Thierry |
| 1859–1860                                | Alfred Villers                         | Conservateur au musée des Beaux-Arts de Blois     |
| 1860–1861                                | Victor Reber                           | Professeur d'histoire au collège Augustin-Thierry |
| 1861–1863                                | Alfred Villers                         | Conservateur au musée des Beaux-Arts de Blois     |
| 1863–1864                                | Henri Jollois                          | Ingénieur ordinaire des ponts et chaussées        |
| 1864–1865                                | Victor Reber                           | Professeur d'histoire au collège Augustin-Thierry |
| 1865–1866                                | Émile Couteau                          |                                                   |
| 1866–1867                                | François Brocheton                     | Médecin et inspecteur des enfants trouvés         |
| Les données manquantes sont à compléter. |                                        |                                                   |
| 2015–2022                                | Colette Beaune                         | Historienne médiéviste                            |
| depuis 2022                              | Jean-Paul Sauvage                      | Historien                                         |